# Ostracotheres tridacnae
Ostracotheres tridacnae is een krabbensoort uit de familie van de Pinnotheridae. De wetenschappelijke naam van de soort is voor het eerst geldig gepubliceerd in 1830 door Rüppell.